# Лаурия
Ла̀урия (на италиански: Lauria) е град и община в Южна Италия, провинция Потенца, регион Базиликата. Разположен е на 430 m надморска височина. Населението на общината е 13 121 души (към 2013 г.).